# 30928 Jefferson
30928 Jefferson è un asteroide della fascia principale. Scoperto nel 1993, presenta un'orbita caratterizzata da un semiasse maggiore pari a 2,6522892 UA e da un'eccentricità di 0,1636936, inclinata di 16,25871° rispetto all'eclittica.